# 歸化 (生物學)
歸化是生物学术语，指外來的生物在无人为干扰的情形下於本地自行繁衍，且其數量足以維持其种群的一种生态行為。
有些族群無法靠繁殖維持其族群個體數量，但會再不定期出現在不一樣的地方，這一種模式稱為暫生（adventive）。像是園藝植物就是暫生物種的大宗。
歸化物種若繁殖過度，最後可能演變為入侵物種，對當地生態造負面影響。